# 青木進三朗
青木 進三朗（あおき しんざぶろう、1928年1月5日‐1983年11月21日）は日本の浮世絵研究家。

## 略歴
1928年に徳島県に生まれる。1945年に阿波銀行に入社する。1956年、金子孚水に師事。1970年に阿波銀行支店長を辞任した後、上京する。1978年に師が没するとその遺志を継いで肉筆浮世絵の鑑定研究に努めた。とくに初期風俗画、歌川広重、葛飾北斎の研究をライフワークとする。1983年11月21日、新宿区の病院で脳出血により死去。

## 著書
- 『浮世絵手鑑』 浮世絵鑑定研究会共著 大塚攻芸社刊 1973年
- 『肉筆葛飾北斎』 小山寛二共著 毎日新聞社刊 1975年
- 『肉筆浮世絵集成』全2巻 共著 毎日新聞社刊 1977年
- 『肉筆浮世絵美人画集成』2冊組 菊地貞夫ほか共著 渋井清監修 毎日新聞社刊 1983年